# Торлейф Хауг
Торлейф Хауг (на норвежки: Thorleif Haug) е норвежки състезател по ски северни дисциплини.
Той е трикратен олимпийски шампион от първите зимни олимпийски игри в Шамони през 1924 година. 

## Биография
Торлейф Хауг е роден на 28 септември 1894 година във Вивелстад, между Лиер и Драмен, и се състезава за клуба Draft в Драмен. Участва в първите зимни олимпийски игри, провели се във френския град Шамони през 1924 година. Печели златните медали във всичките три провели се на Олимпиадата състезания по северни дисциплини – 18 km и 50 km ски бягане и северна комбинация. Въпреки че на последващите олимпийски игри се провеждат повече състезания по ски северни дисциплини, рекордът му от три титли е изравняван, но не и подобряван. Хауг е определен за трети в състезанието по ски скокове, но 50 години по-късно проверка показва, че резултатите са неправилно изчислени и дъщерята на Хауг предава бронзовия медал на баща си на Андърс Хауген от САЩ. 
Хауг печели ски бягането на 50 километра на ски фестивала в Холменколен рекордните шест пъти (през 1918 до 1921, 1923 и 1924 година). Печели и северната комбинация три пъти – от 1919 до 1921 година. 
Друг успех на Хауг е сребърният медал в северната комбинация от световното първенство по ски в Лахти през 1926 година. 

Торлейф Хауг умира на 12 декември 1934 година от пневмония. 

## Наследство
В чест на Хауг клубът му организира мемориалното състезание Thorleif Haugs Minnelop по трасе от Гейтус до Драмен, минаващо покрай дома му в Орквисла (Årkvisla). 